# 鶴見凌也
鶴見 凌也（つるみ りょうや、2001年11月22日 - ）は、茨城県古河市出身の元プロ野球選手（捕手）。右投右打。NPBでは育成選手であった。

## 経歴

### プロ入り前
古河市立三和東中学校時代は小山ボーイズに所属。
常磐大学高等学校では、捕手として出場する他、3年夏の県大会には投手としても出場し、チームの準優勝の原動力となった。
2019年10月17日に行われたドラフト会議において、オリックス・バファローズから育成5位指名を受け、11月19日に支度金330万円、年俸240万円で入団に合意した。背番号は005。

### プロ入り後
2020年は、一軍・二軍共に出場がなかった。
2021年は、3月26日の広島東洋カープ戦で、二軍公式戦に初出場し、9回裏の初打席で初安打となる2点適時打を放った。最終的に二軍では25試合に出場し、打率.200、3打点を記録した。
2022年は、9月4日の福岡ソフトバンクホークスとの二軍戦でシーズン初打席に立ち、シーズン初安打を放った。この年は二軍で計10試合に出場し、打率.400を記録したが、10月4日に戦力外通告を受けた。

## 選手としての特徴
二塁への送球タイムは1秒8。

## 詳細情報

### 年度別打撃成績
- 一軍公式戦出場なし

### 背番号
- 005（2020年 - 2022年）